# Biológiailag elsődleges matematikai képességek
A biológiailag elsődleges matematikai képességek a velünkszületett, azaz fajspecifikus kognitív rendszerek részei, amelyekből kialakulnak a biológiailag másodlagos matematikai képességek, illetve az azokhoz szükséges célszerkezetek, eljárási és fogalmi kompetenciák. Az állatokkal és csecsemőkkel folytatott kísérletek alapján azt mondhatjuk, hogy az evolúció során két képesség látszik biológiailag meghatározottnak: az analóg mennyiség rendszer és a tárgyfájl rendszer.

## Az elsődleges kognitív rendszerek
Az ember kognitív rendszerének bizonyos részei (pl. a gondolatok közlése, vagy a beszéd) általánosan, minden kultúrára jellemzőek; azaz fajspecifikusak. A kognitív rendszerek az embernél a legfejlettebbek, amit az egyes agylebenyek fejlettsége, és a kifinomult asszociációs rendszerek mutatnak.
Az analóg mennyiség rendszer feltehetően ilyen elsődleges kognitív rendszer, amelyhez kapcsolható például az összehasonlítási képesség, és nagyobb mennyiségekre vonatkozik, illetve kevésbé pontos. A mennyiségi rendszernél figyelhető meg többek között a távolsági hatás és a mérethatás, amely szerint a mennyiségek növekedésével egyre romlik a becslési képesség, azonban a mennyiségek közti eltérés növekedésével csökken a hibázás mértéke.

## Állatkísérletek
Az állatokkal folyó kutatások megmutatják, hogy melyek azok a képességek, amelyek jórészt főleg biológiai folyamatok hatására jönnek létre. A kutatások eredményei szerint több állatfaj is képes egy bizonyos szinten mennyiségeket kezelni. Francis Mechner kísérleteiben patkányok képesek voltak megtanulni, hogy hány alkalommal kell lenyomjanak egy bizonyos pedált ahhoz, hogy ételhez jussanak. Warren Meck és Russel Church kutatásukban arra mutattak rá, hogy a patkányok viszonylag gyorsan képesek megtanulni az időintervallumokat és az ingerek számát egyszerre kezelni.
Csimpánzoknál is találtak a számreprezentációra utaló jeleket. Az Ai nevű csimpánz, akit egy Tetsuro Matsuzawa nevű professzor tanított meg az arab számjelek használatára. Ai képes volt egytől hatig a számokat értelmezni – ki tudta választani például, ha 4 ceruzát mutattak neki, hogy melyik szám jelöli azt a mennyiséget. Ai képessé vált a számosság, a darabszám absztrakciójára és a megfelelő számszimbólumnak való megfeleltetésére. Mások hasonló eredményeket kaptak akusztikus jelekkel, rhesus majmoknál.

## Vizsgálatok csecsemőkkel
Az utóbbi néhány évtized kutatásai alapján úgy tűnik, hogy a csecsemők már egész fiatal korban képesek különbséget tenni kis számú (1-3) tárgy között, megértik az egyenlőséget, és becsléseket tudnak tenni. A babakutatásban elsősorban a habituáció módszerét használják, ahol hozzászoktatják a babákat egy bizonyos ingerhez, majd utána bizonyos változások eszközölése után azt figyelik, hogy újra megnő-e a figyelmük. Ha igen, az arra utal, hogy észrevették a változást, és az adott esetben számukra valamilyen meglepő elemet tartalmaz.
Habituációs módszerrel vizsgálták többek között, hogy a csecsemők észreveszik-e, ha két pont többszöri bemutatása után hirtelen három pont van jelen. A megnövekedett figyelmi idő azt jelezte, hogy felfigyeltek a különbségre. Sőt úgy tűnik, hogy ez a képesség független a tárgy alakjától, méretétől, illetve nyugalmi vagy mozgó helyzetétől.
Karen Wynn kísérleteivel arra mutatott rá, hogy a csecsemők képesek egyszerű számolási műveletek (pl. egyszerű összeadások, 1+1, vagy kivonások, pl. 2-1) elvégzésére is. A babákat meglepte, ha egy legördülő paraván mögött több vagy kevesebb bábut találtak, mint amennyi azelőtt ki- és bement a paraván mögé. Valószínűsíthető azonban, hogy ezek a korai időkben fellelhető mechanizmusok inkább a becslési képességeken nyugszanak, mintsem pontos számításokon (ld. csecsemők számérzéke szócikk).

## Egysejt-vizsgálatok
Az egysejt-vizsgálatok (vagyis a receptorok és idegpályák egyes sejtjei aktivitásának rögzítése) segítségével állatokon kimutatták, hogy léteznek bizonyos sejtek, amelyek számra hangoltak, vagyis bizonyos mennyiségű (bármilyen modalitású – pl. látott, hallott) inger esetén reagálnak. Ezek a sejtek lehetnek az alapjai a csecsemőknél és állatoknál is jelen lévő mennyiségi becslő rendszereknek.